# Jelito czcze
Jelito czcze (łac. intestinum jejunum) – jedna z trzech części jelita cienkiego, leżąca między dwunastnicą a jelitem krętym. W nim odbywa się wchłanianie pokarmu. U ludzi dorosłych osiąga długość od 2 do 3 metrów.
W błonie śluzowej jelita cienkiego występują liczne gruczoły wydzielające sok jelitowy lub zasadowy śluz (około 2 litrów na dobę) – wartość pH utrzymuje się w przedziale od 7 do 8, czyli jest neutralna lub lekko zasadowa. Błona śluzowa ma również mnóstwo malutkich, unerwionych wypustek (kosmków), do których dochodzą bardzo cienkie naczynia krwionośne i limfatyczne. Każdy kosmek ma na sobie tak zwane krypty, czyli lekkie wgłębienia na powierzchni, zaś komórki wyściełające wnętrze jelita posiadają mikrokosmki. Wchłania mleczko pokarmowe i za pomocą krwi odbiera pożywienie. Tutaj odbywa się zasadnicza część trawienia.
Jelito czcze zwłok jest zwykle puste – stąd jego nazwa.